# Мишел Майор
Мишѐл Гюста̀в Едуа̀р Майо̀р (на френски: Michel Gustave Édouard Mayor, [miʃɛl majɔʁ]) е швейцарски астроном.
Роден е на 12 януари 1942 година в Лозана. През 1966 година завършва физика в Лозанския университет, а през 1971 година защитава докторат в Женевския университет, след което остава да работи в неговата Женевска обсерватория, която ръководи през 1998 – 2004 година. Изследванията му са главно в областта на екзопланетите, характеристиките на двойните звезди, динамиката на кълбовидните звездни купове, структурата и кинематиката на галактиките. През 1995 година, заедно със своя сътрудник Дидие Кело, открива Димидиум, първата известна екзопланета в орбита около звезда от главната последователност.
През 2019 година Мишел Майор и Дидие Кело получават Нобелова награда за физика „за откриването на екзопланета в орбита около звезда от типа на Слънцето“, заедно с американския астрофизик Джим Пийбълс.